# Lenomyia glabra
Lenomyia glabra är en tvåvingeart som beskrevs av James 1977. Lenomyia glabra ingår i släktet Lenomyia och familjen vapenflugor. Inga underarter finns listade i Catalogue of Life.